# Spanische Frauen-Handballnationalmannschaft (Jugend)
Die spanische Frauen-Handballnationalmannschaft (Jugend) ist die von der königlichen spanischen Handballföderation (Real Federación Española de Balonmano, RFEBM) aufgestellte Nationalauswahl Spaniens für Nachwuchsspielerinnen der Altersklassen Jugend.

## DefinitionJuniorinnenundJugend
Die Jugendauswahl steht altersmäßig unterhalb der Juniorenauswahl und der A-Nationalmannschaft.
Da sich die Leistungsfähigkeit von Sportlern altersabhängig unterscheidet, wird eine Klasseneinteilung vorgenommen.
Unterhalb der Erwachsenenklasse Senioren (absoluta selección) werden die Sportler abhängig vom Geburtsjahr Altersklassen zugeteilt. Im deutschen Sprachraum wird dabei der Buchstabe U (steht für unter) vor das jeweilige Alter gesetzt. Die Junioren (júnior selección) und Jugend (juvenil selección) genannten Sportler treten in den Altersklassen U 20 (unter 20 Jahren) und U 19 (unter 19 Jahren) an. Da für die Einteilung das Geburtsjahr ausschlaggebend ist, können die Sportler ihre Klassenzugehörigkeit während einer Saison beibehalten.
Beispiele: An den U-20-Wettbewerben im Jahr 2018 durften Spielerinnen der Geburtsjahrgänge 1997 und 1998 teilnehmen. An den U-19-Wettbewerben des Jahres 2018 durften Spielerinnen der Geburtsjahrgänge 1999 und 2000 teilnehmen.
Da die Altersklassen jeweils nur zwei Jahre behalten werden, ist die Fluktuation weit größer als bei den Erwachsenenauswahlen.

## Spiele
Die Spielerinnen der Jugend (selección española juvenil) bestritten bis April 2024 über 430 offizielle Länderspiele bzw. Freundschaftsspiele. Das erste Spiel einer Juniorinnenauswahl fand am 31. März 1988 gegen eine Auswahl Italiens statt; die Spanierinnen verloren in Rom mit 16:19.
Im Folgenden eine Auswahl der letzten Länderspiele sowie bevorstehender Spiele.
| Nr. Anm. 1 | Datum            | Wettbewerb               | Ort, Spielhalle                       | Zuschauer | Gegner       | S/U/N Anm. 2 | Ergebnis Anm. 3           | Anmerkungen                                |
| ---------- | ---------------- | ------------------------ | ------------------------------------- | --------- | ------------ | ------------ | ------------------------- | ------------------------------------------ |
| 439        | 25. August 2024  | Weltmeisterschaft 2024   | Chuzhou, Internationale Handballhalle | 6.003     | Dänemark     | S            | 23:22 (11:9)              | Das spanische Team wurde Weltmeister 2024. |
| 440        | 25. Oktober 2024 | ScandIberico 2024        | Larvik, Jotron Arena                  | 100       | Schweden     | S            | 31:20 (18:10)             |                                            |
| 441        | 26. Oktober 2024 | ScandIberico 2024        | Larvik, Jotron Arena                  | 300       | Norwegen     | N            | 28:29 (15:15)             |                                            |
| 442        | 27. Oktober 2024 | ScandIberico 2024        | Larvik, Jotron Arena                  | 150       | Portugal     | S            | 27:17 (13:6)              |                                            |
|            | 17. Februar 2025 | Mittelmeermeisterschaft  | Podgorica, Sports hall Verde          |           | Griechenland | S            | 23:9 (17:7, 9:5) Anm. 4   |                                            |
|            | 18. Februar 2025 | Mittelmeermeisterschaft  | Podgorica, Sports hall Verde          |           | Zypern       | S            | 30:8 (17:6, 10:3) Anm. 4  |                                            |
|            | 19. Februar 2025 | Mittelmeermeisterschaft  | Podgorica, Sports hall Verde          |           | Serbien      | S            | 25:14 (15:8, 10:4) Anm. 4 |                                            |
|            | 20. Februar 2025 | Mittelmeermeisterschaft  | Podgorica, Sports hall Verde          |           | Rumänien     | N            | 13:18 (10:13, 3:8) Anm. 4 |                                            |
|            | 21. Februar 2025 | Mittelmeermeisterschaft  | Podgorica, Sports hall Verde          |           | Slowenien    | S            | 15:12 (11:10, 6:3) Anm. 4 |                                            |
|            | 22. Februar 2025 | Mittelmeermeisterschaft  | Podgorica, Sports hall Verde          |           | Montenegro   | S            | 19:14 (11:10, 6:6) Anm. 4 | Die Spanierinnen gewannen den Wettbewerb.  |
|            | Juli 2025        | Europameisterschaft 2025 | Podgorica                             |           | Dänemark     |              |                           |                                            |
|            | Juli 2025        | Europameisterschaft 2025 | Podgorica                             |           | Schweden     |              |                           |                                            |
|            | Juli 2025        | Europameisterschaft 2025 | Podgorica                             |           | Türkei       |              |                           |                                            |

Fußnoten

## Erfolge
Spanische Nachwuchsmannschaften hatten Erfolge bei diesen großen Wettbewerben:
- 1. Platz bei der U-17-Europameisterschaft 1997
- 2. Platz bei der U-17-Europameisterschaft 2007
- 1. Platz bei der U-18-Weltmeisterschaft 2024

## Wettbewerbe

### Weltmeisterschaft der Jugend (U 18)
Die U-18-Weltmeisterschaften werden seit 2006 grundsätzlich alle zwei Jahre ausgetragen.
| Jahr | Gastgeber               | Teams                                             | Platz                                               | Mannschaft | Trainer                                             | Anmerkungen                                                                                             |
| ---- | ----------------------- | ------------------------------------------------- | --------------------------------------------------- | --- | --------------------------------------------------- | --- |
| 2006 | Kanada                  | 12                                                | nicht teilgenommen                                  | nicht teilgenommen | nicht teilgenommen                                  | nicht teilgenommen                                                                                      |
| 2008 | Slowakei                | 16                                                | 05.                                                 | Marta López, Elisabeth Chávez, Beatriz Escribano, … |                                                     | |
| 2010 | Dominikanische Republik | 20                                                | 05.                                                 | |                                                     | |
| 2012 | Montenegro              | 20                                                | die RFEBM verzichtete kurzfristig auf die Teilnahme | die RFEBM verzichtete kurzfristig auf die Teilnahme | die RFEBM verzichtete kurzfristig auf die Teilnahme | die RFEBM verzichtete kurzfristig auf die Teilnahme                                                     |
| 2014 | Nordmazedonien          | 24                                                | nicht teilgenommen                                  | nicht teilgenommen | nicht teilgenommen                                  | nicht teilgenommen                                                                                      |
| 2016 | Slowakei                | 24                                                | 15.                                                 | Elisabet Cesáreo, Seyna Mbengue, Ona Vegué, María Palomo, … |                                                     | |
| 2018 | Polen                   | 23                                                | 08.                                                 | Paula Arcos, María Palomo, … |                                                     | |
| 2020 | Kroatien                | Das Turnier fiel wegen der COVID-19-Pandemie aus. | Das Turnier fiel wegen der COVID-19-Pandemie aus.   | Das Turnier fiel wegen der COVID-19-Pandemie aus. | Das Turnier fiel wegen der COVID-19-Pandemie aus.   | Das Turnier fiel wegen der COVID-19-Pandemie aus.                                                       |
| 2022 | Nordmazedonien          | 32                                                | 17.                                                 | Carmen Arroyo, Blanca Benítez, Maria Cobo, Miren Garate, Lucia Laguna, Ugazi Manterola, Esther Martín-Buro, Sabina Mínguez, Uxue Morentin, Paula Pérez, Eider Poles, Vanessa Rubio, Ester Somaza, Andrea Suárez, Lyndie Tchaptchet, Alba Tort            | Pablo Perea                                         | |
| 2024 | China                   | 32                                                | 01.                                                 | Goundo Gassama, Anna Ros, Kelly Fonkeng, Libe Arruabarrena, Estitxu Rodríguez, Marta Regordán, Belén Rodríguez, Kadidiatou Jallow, Nayra Solís, Nerea Patiño, Elena Torres, Udane Bernabé, Celia Garcia, Naroa Baquedano, Judit González, Sara Palanqués | Cristina Cabeza                                     | Belén Rodríguez wurde zur wertvollsten Spielerin (MVP) und Marta Regordán in das All-Star Team gewählt. |

### Europameisterschaft der Jugend (U 17)
Die U-17-Europameisterschaften werden seit 1992 grundsätzlich alle zwei Jahre ausgetragen.
| Jahr | Gastgeber      | Teams | Platz                                                                                                  | Mannschaft | Trainer                                                                                                | Anmerkungen                                                                                            |
| ---- | -------------- | ----- | --- | --- | --- | --- |
| 1992 | Ungarn         | ?     | nicht teilgenommen                                                                                     | nicht teilgenommen | nicht teilgenommen                                                                                     | nicht teilgenommen                                                                                     |
| 1994 | Litauen        | ?     | nicht teilgenommen                                                                                     | nicht teilgenommen | nicht teilgenommen                                                                                     | nicht teilgenommen                                                                                     |
| 1997 | Österreich     | 12    | 01. | Verónica Cuadrado, Aitziber Elejaga, Patricia Alonso, … | | |
| 1999 | Deutschland    | 12    | nicht teilgenommen                                                                                     | nicht teilgenommen | nicht teilgenommen                                                                                     | nicht teilgenommen                                                                                     |
| 2001 | Türkei         | 12    | 05. | Marta Mangué, … | | |
| 2003 | Russland       | 12    | 09. | Nuria Benzal, … | | |
| 2005 | Österreich     | 16    | 13. | María Núñez, Mercedes Castellanos, Alba Albaladejo, María Luján, Nuria Gràcia, Marta Santos, Carmen Martín, … | | |
| 2007 | Slowakei       | 16    | 02. | Marta López, Elisabeth Chávez, Beatriz Escribano, … | | |
| 2009 | Serbien        | 16    | 08. | Lara González, Paula García, Melania Falcón, … | | |
| 2011 | Tschechien     | 16    | 11. | Nerea Elecegui, Sara Gil de la Vega, Noelia Lopez, Jennifer Gutiérrez, Amaia González de Garibay, … | Sagrario Santana                                                                                       | |
| 2013 | Polen          | 16    | 13. | Teresa Francés, Maitane Etxeberria, Estefanía Descalzo, Natalia Martínez, … | | |
| 2015 | Nordmazedonien | 16    | 10. | Seyna Mbengue, Ana González, Carmen Prelchi, Ona Vegué, Elisabet Cesáreo, … | | |
| 2017 | Slowakei       | 16    | 08. | María Rebollo, Eider Hernández, Elena Martínez, Isabel Fernández-Agustí, Alba Spugnini, Inés Suárez, María Palomo, Sara Molés, Danila So Delgado, Sandra Vallina, Martina Espachs, Malena Valles, Carla Robles, Jimena Laguna, Nicole Wiggins, Janna Sobrepera | | Janna Sobrepera wurde als beste linke Rückraumspielerin in das All-Star-Team gewählt.                  |
| 2019 | Slowenien      | 16    | 16. | Aroa Casia, Raquel Moré, Zaira Benítez, Júlia Nuez, Adriana Mallo, … | | |
| 2021 | Montenegro     | 16    | nicht qualifiziert, stattdessen Teilnahme an der W17 EHF Championship 2021 in Litauen (3. Platz)       | nicht qualifiziert, stattdessen Teilnahme an der W17 EHF Championship 2021 in Litauen (3. Platz) | nicht qualifiziert, stattdessen Teilnahme an der W17 EHF Championship 2021 in Litauen (3. Platz)       | nicht qualifiziert, stattdessen Teilnahme an der W17 EHF Championship 2021 in Litauen (3. Platz)       |
| 2023 | Montenegro     | 16    | nicht qualifiziert, stattdessen Teilnahme an der W17 EHF Championship 2023 in Aserbaidschan (1. Platz) | nicht qualifiziert, stattdessen Teilnahme an der W17 EHF Championship 2023 in Aserbaidschan (1. Platz) | nicht qualifiziert, stattdessen Teilnahme an der W17 EHF Championship 2023 in Aserbaidschan (1. Platz) | nicht qualifiziert, stattdessen Teilnahme an der W17 EHF Championship 2023 in Aserbaidschan (1. Platz) |
| 2025 | Montenegro     |       | ? | | | |

### Mittelmeermeisterschaften
Auch an den für Jugendliche ausgetragenen Mittelmeermeisterschaften nahmen Spaniens Auswahlen teil.
| Jahr | Gastgeber    | Teams | Platz | Mannschaft | Trainer         | Anmerkungen                                                                       |
| ---- | ------------ | ----- | ----- | --- | --------------- | --------------------------------------------------------------------------------- |
| 2022 | Montenegro   |       | 04.   | |                 |                                                                                   |
| 2023 | Griechenland | 10    | 01.   | Goundo Gassama, Sara Palanqués, Kelly Fonkeng, Libe Arruabarrena, Estitxu Rodríguez, Marta Regordán, Belén Rodríguez, Carmen Fidalgo, María Fernández, Nerea Patiño, Elena Torres, Lucia Julve, Celia Garcia, Udane Bernabé, Izaro Saiz, Naroa Baquedano                   | Cristina Cabeza | Marta Regordán, Lucia Julve und Elena Torres wurden in das All-Star-Team gewählt. |
| 2025 | Montenegro   | 13    | 01.   | Eva Ruiz, Gabriela Martins, Edurne Donderis, Beatriz Biedma, Sofía Guerrero, Lide Arrizabalaga, Elene Fresco, Lucía Calleja, Uxue Iriarte, Paula Millaruelo, Ane Domínguez, Laura Ballart, Rebeca Secades, Daniela Aguado, Oihana Murgiondo, Irune Puncel, Andrea Palomero | Cristina Cabeza |                                                                                   |